# Metropolis Gold
| Оценки критиков | Оценки критиков |
| Источник        | Оценка          |
| --------------- | --------------- |
| AllMusic        | [ 1 ]           |
| The Standard    | A–              |

Metropolis Gold — дебютный студийный альбом американской андеграунд рэп-группы All City, выпущенный 3 ноября 1998 года на лейбле MCA Records. Альбом был спродюсирован некоторыми из лучших хип-хоп-продюсеров того времени, включая Rockwilder, Pete Rock, Latief King, Fredro Starr, DJ Clark Kent, DJ Premier и Ron «Amen-Ra» Lawrence. В записи альбома приняли участие рэперы из группы Onyx, которые также являются исполнительными продюсерами на альбоме.
Альбом достиг 42 места в чарте Top R&B/Hip Hop Albums и 18 места в чарте Top Heatseekers в американском журнале Billboard. Альбом содержит 2 сингла, которые попали в чарты журнала Billboard: «The Actual» и «The Hot Joint». «The Actual» достиг 3 места в чарте Hot Rap Singles, где он находился в течение 23 недель, сделав песню самой хитовой песней дуэта на сегодняшний день.
Альбом не был коммерчески успешным, было продано недостаточно копий, чтобы достичь хит-парада Billboard 200. После выпуска альбома дуэт расформировался без дальнейших релизов. Грег Валентайн продолжает выступать и записываться с другими рэп-артистами, но неизвестно, чем сегодня занимается Джей Мега.

## Список композиций
| #  | Название                | При участии  | Продюсер(ы)            | Длительность |
| -- | ----------------------- | ------------ | ---------------------- | ------------ |
| 1  | «Who Dat»               |              | Latief King            | 1:16         |
| 2  | «Stay Awake»            |              | Rockwilder             | 4:30         |
| 3  | «Priceless»             |              | Pete Rock              | 4:10         |
| 4  | «Metrotheme»            |              | Latief King            | 4:11         |
| 5  | «Xtreme»                | Onyx         | Fredro Starr           | 2:26         |
| 6  | «The Hot Joint (Remix)» |              | DJ Clark Kent          | 5:20         |
| 7  | «The Actual»            |              | DJ Premier             | 4:11         |
| 8  | «Live It Up»            | Native Souls | Ron «Amen-Ra» Lawrence | 3:57         |
| 9  | «Afta Hourz»            |              | V. Black               | 3:34         |
| 10 | «Ded Right»             |              | EZ Elpee               | 5:07         |
| 11 | «Get Paid»              |              | Rockwilder             | 4:56         |
| 12 | «Timez Iz Hard»         |              | Latief King            | 4:21         |
| 13 | «Daydreaming»           |              | Dave Atkinson          | 5:19         |
| 14 | «Favorite Things»       |              | Fredro Starr           | 3:43         |
| 15 | «The Hot Joint»         |              | Ron «Amen-Ra» Lawrence | 4:48         |
| 16 | «Move On You (Remix)»   |              | Rockwilder             | 5:03         |
| 17 | «Just Live»             |              | Latief King            | 4:44         |

### Синглы
- 1995: «Who Dat» / «Metro Theme»
- 1997: «Move On You» / «Basic Training»
- 1998: «The Actual» / «Priceless»
- 1998: «The Hot Joint»
- 1998: «Ded Right»

### Видеоклипы
Все трио видеоклипа снял Абдул Малик Эбботт:
- 1998: «The Actual»
- 1998: «Priceless»
- 1998: «The Hot Joint (Remix)»

## Чарты

### Еженедельные чарты
| Чарт (1998)                            | Высшая позиция |
| -------------------------------------- | -------------- |
| США (Billboard Top R&B/Hip-Hop Albums) | 42             |
| США (Billboard Top Heatseekers Albums) | 18             |

### Синглы
| Год  | Название        | Высшие позиции в чартах | Высшие позиции в чартах | Высшие позиции в чартах | Альбом          |
| Год  | Название        | Hot 100                 | R&B                     | Rap                     | Metropolis Gold |
| ---- | --------------- | ----------------------- | ----------------------- | ----------------------- | --------------- |
| 1998 | «The Actual»    | 75                      | 48                      | 3                       | Metropolis Gold |
| 1998 | «The Hot Joint» | -                       | 93                      | 49                      | Metropolis Gold |